# Giro de Lombardia de 1906
O Giro de Lombardia de 1906, a 2ª edição de esta clássica ciclista, disputou-se a 11 de novembro de 1906, com um percurso de 266 km entre Milão e Como. A prova integralmente italiana, foi ganhado por Cesare Brambilla, que se impôs na linha de chegada a seu colega Carlo Galetti. Luigi Ganna acabou terceiro.

## Classificação final
| Posição | Ciclista          | Equipa     | Tempo     |
| ------- | ----------------- | ---------- | --------- |
| 1       | Cesare Brambilla  | Otav       | 6h57'00   |
| 2       | Carlo Galetti     | Otav       | s.t.      |
| 3       | Luigi Ganna       | Otav       | s.t.      |
| 4       | Mauro Gaioni      | Bianchi    | + 4' 58"  |
| 5       | Ernesto Ferrari   | Individual | + 32' 42" |
| 6       | Clemente Canepari | Individual | m. t.     |
| 7       | Eberardo Pavesi   | Otav       | + 38' 49" |
| 8       | Carlo Mairani     | Individual | + 55' 08" |
| 9       | Carlo Bordoni     | Individual | + 55' 09" |
| 10      | Mario Lonati      | Individual | m. t.     |